# Galatella sedifolia
Aster à feuilles d'orpin, Aster âcre
Espèce
L'Aster à feuilles d'orpin ou Aster âcre (Galatella sedifolia) est une espèce de plantes à fleurs de la famille des Astéracées.